# Vovčyj
Vovčyj, ukrajinsky Вовчий, maďarsky Vocsitelep, je ves v mukačevském okrese Zakarpatské oblasti Ukrajiny. Patří do Nelipynské vesnické komunity. V roce 2025 zde žilo 61 obyvatel.

## Příroda
Blízko vesnice je v jihozápadní části horského masivu Polonina Boržava, na západních svazích hory Stij (1681 m n. m.), na ploše 961 ha, přírodní rezervace Rosišnyj (ukrajinsky Росішний, rusínsky Россошный).